# Астрагал (архітектурний елемент)
Астрага́л, синонім намисто (грец. αστράγαλος — «кістка, хребець, шийний хребець», звідки й анатомічний термін astragalus) — архітектурний елемент, що складається з гладенького чи обробленого нитками намистинок піввалика та полички, що зазвичай завершує трохил (викружку). 

## Опис
Узвичаєно розрізняти:
- Астрагал прямий, коли піввалик розміщено вгорі, а поличку — під ним;
- Астрагал зворотний, коли піввалик міститься під поличкою.

Астрагалом також називається вал на стику капітелі або бази з фустом колони чи пілястри.